# Elias Wakan
Elias Wakan  es un escultor constructivista canadiense, residente en Isla Gabriola, Columbia Británica, Canadá.
Sus esculturas son una reminiscencia de la obra de Naum Gabo y otros artistas del movimiento constructivista de Rusia. Sus esculturas de madera se ensamblan a partir de, en ocasiones, miles de piezas idénticas de madera. Las formas unitarias de perfil regular, a veces rectilíneo, a veces triangular, pero una vez montado producen curvas, esculturas abstractas y geométricas.
También ha llevado a las tres dimensiones algunas de las figuras de Escher.
Antes de mudarse a Gabriola, Wakan fue uno de los dos propietarios de la editorial Pacific-Rim Publishers, junto con su esposa, la poeta, Naomi Wakan.